# Désir fatal (film, 2022)
Pour les articles homonymes, voir Out of the Blue.
 (septembre 2022).
Si vous disposez d'ouvrages ou d'articles de référence ou si vous connaissez des sites web de qualité traitant du thème abordé ici, merci de compléter l'article en donnant les références utiles à sa vérifiabilité et en les liant à la section « Notes et références ».
Pour plus de détails, voir Fiche technique et Distribution.
Désir fatal (Out of the Blue) est un thriller romantique américain réalisé par Neil LaBute et sorti en 2022.

## Synopsis
Connor Bates est un jeune homme dont la vie s'est arrêtée après sa sortie de prison pour voies de fait. Il travaille maintenant dans une bibliothèque et passe son temps libre à courir et à nager et à essayer de reconstituer son monde.

## Fiche technique
- Titre original : Out of the Blue
- Titre français : Désir fatal
- Réalisation : Neil LaBute
- Scénario : Neil LaBute
- Photographie : Walt Lloyd
- Montage : Kathryn J. Schubert
- Musique : Adam Bosarge
- Costumes : Deborah Newhall
- Décors : Jae Willard
- Producteur : Tara L. Craig, Larry Greenberg et Berry Meyerowitz
  - Producteur délégué : Tyler Gould, Matthew Helderman, Joe Listhaus, Jeff Sackman et Luke Taylor
- Sociétés de production : Bondit Media Capital et The Squid Farm
- Sociétés de distribution : Quiver Distribution et Metropolitan Filmexport
- Pays d'origine :  États-Unis
- Langue originale : anglais
- Format : couleur
- Genre : Thriller romantique
- Durée : 104 minutes
- Dates de sortie :
  - États-Unis et Canada : 26 août 2022
  -  France : 19 août 2023 (DVD)

## Distribution
- Diane Kruger (VF : Laura Blanc) : Marilyn
- Ray Nicholson : Connor
- Hank Azaria : Jock
- Gia Crovatin (en) : Kim
- Chase Sui Wonders : Astrid
- Frederick Weller (en) : Fox
- Victor Slezak : Richard Chambers

 Source et légende : version française (VF) sur RS Doublage